# Gérard Philippe Broutin
Gérard-Philippe Broutin (Saint-Cloud, 18 agosto 1948) è un pittore francese, ed è uno dei principali esponenti del Lettrismo.

## Biografia
Nel 1968, durante il periodo della contestazione giovanile in Francia, conosce Isidore Isou e si avvicina per la prima volta al Lettrismo entrando a far parte del movimento lettrista, nato a Parigi nel dopoguerra sulla scia del gusto dominante dell'epoca volto all'astrattismo ed alla pittura informale.
Al movimento lettrista aderiranno in seguito, in tempi e modalità diverse: Gabriel Pomerand, Maurice Lemaitre, Roland Sabatier, Micheline Hachette, Alain Satie, Jacques Spacagna, Jean Paul Curtay, François Poyet, Anne-Catherine Caron e, appunto, Gerard Philippe Broutin.
L'anno seguente la sua pittura viene influenzata dai simboli egizi (geroglifici e ideogrammi) che aveva ben conosciuto frequentando, presso la Scuola del Louvre i corsi di Epigrafia egizia.
La sua opera è contraddistinta dalla fedeltà alle idee originarie del movimento lettrista; per varietà di opere e anche per la sua attività di editore con cui divulga le teorie lettriste, viene indicato come uno dei maggiori esponenti di questo movimento.
Vive e lavora prevalentemente a Parigi, ma si trova molto spesso in Toscana, a Colle di Val d'Elsa.
Nel settembre 2007, in occasione dell'AsoloArtFilmFestival, ha presentato, oltre ai suoi, i cortometraggi realizzati da Poyet, Caron, Satie, Gillard.

## Mostre
In Italia ha realizzato le seguenti mostre:
- 2006 – Livorno, Galleria Piccolo: Le désir retrouvé;
- 2006 – Milano, Galleria Spaziotemporaneo;